# Paposo
Paposo es un caserío costero ubicado al suroeste de la Provincia de Antofagasta, Región de Antofagasta, en la República de Chile, a 56 kilómetros al norte del puerto de Taltal, a cuya comuna pertenece. La riqueza y diversidad biológica de su farellón costero, permanentemente humidificado por la neblina, constituye uno de sus principales atractivos. Durante el siglo XIX constituyó el límite sur de las pretensiones territoriales de Bolivia. Paposo fue el pueblo mas septentrional de Chile entre 1866 y 1879, antes de la guerra del Pacífico, estando el límite en el paralelo 24 sur.

## Etimología
En idioma kunza, Paposo significa "lugar de las aguas cristalinas", por la variedad de vertientes existentes en el sector.
Cerca de la playa, apenas 15 pasos del mar brota debajo de una piedra inmensa cienítica un manantial bastante abundante de un agua mui poco salobre que forma un pequeño cieno ..., decía el naturalista alemán, Rodulfo Philippi, en 1853.
Por su parte, el geógrafo chileno Enrique Espinoza anotaba, en 1897: "En las inmediaciones de este puerto hai agua de excelente calidad que surje de las faldas de las montañas en forma de arroyuelos".

## Historia

### Época precolombina
La zona de la rada de Paposo fue habitada por changos desde épocas prehispánicas, atraídos por la presencia de agua potable en superficie. Estos eran nómadas costeros y se abastecían en las aguadas del lugar. Paposo, junto con Cobija, Tocopilla y Taltal era uno de sus principales asentamientos. Se señala que la etnia se extinguió al término del siglo XIX. 
Sobre este pueblo indígena y su vinculación con Paposo, Enrique Espinoza dice: El Paposo data desde la época más remota de la colonia, como que era el asiento de la raza indíjena denominada changos, que por su ocupación en la pesca fueron excelentes bogadores, raza de que quedan aun algunos representantes.

### Época hispánica

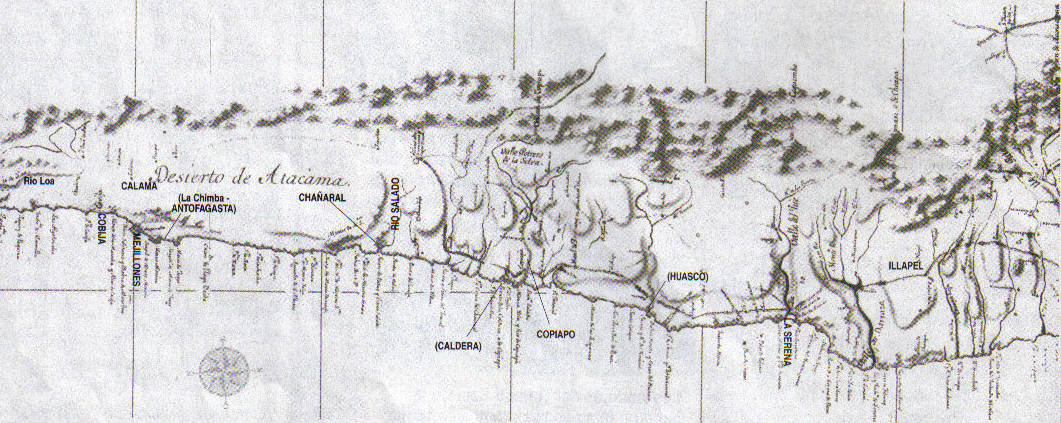
Frontera desértica entre el Virreinato del Perú y la Capitanía General de Chile.

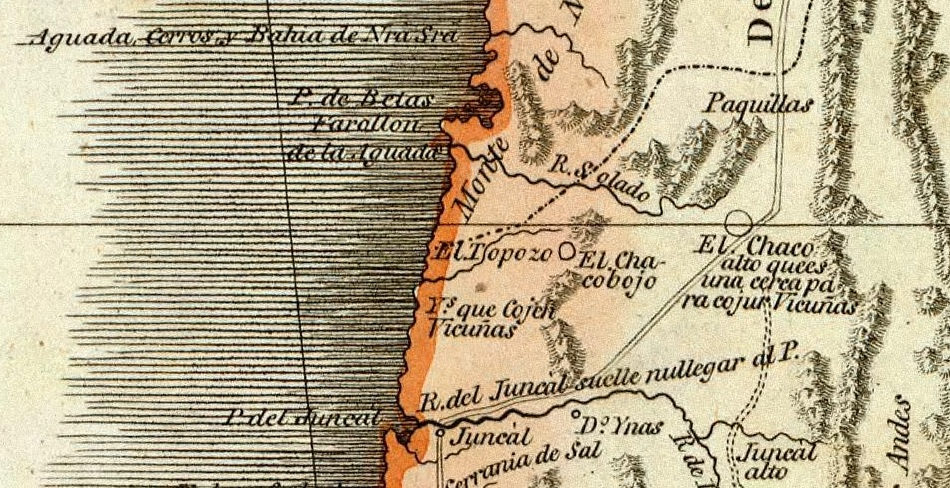
Mapa de Juan de la Cruz Cano y Olmedilla de 1799, detalle de la Bahía de Nuestra Señora hasta el Puerto de Juncal.

Mapa de corregimientos de la Capitanía General de Chile

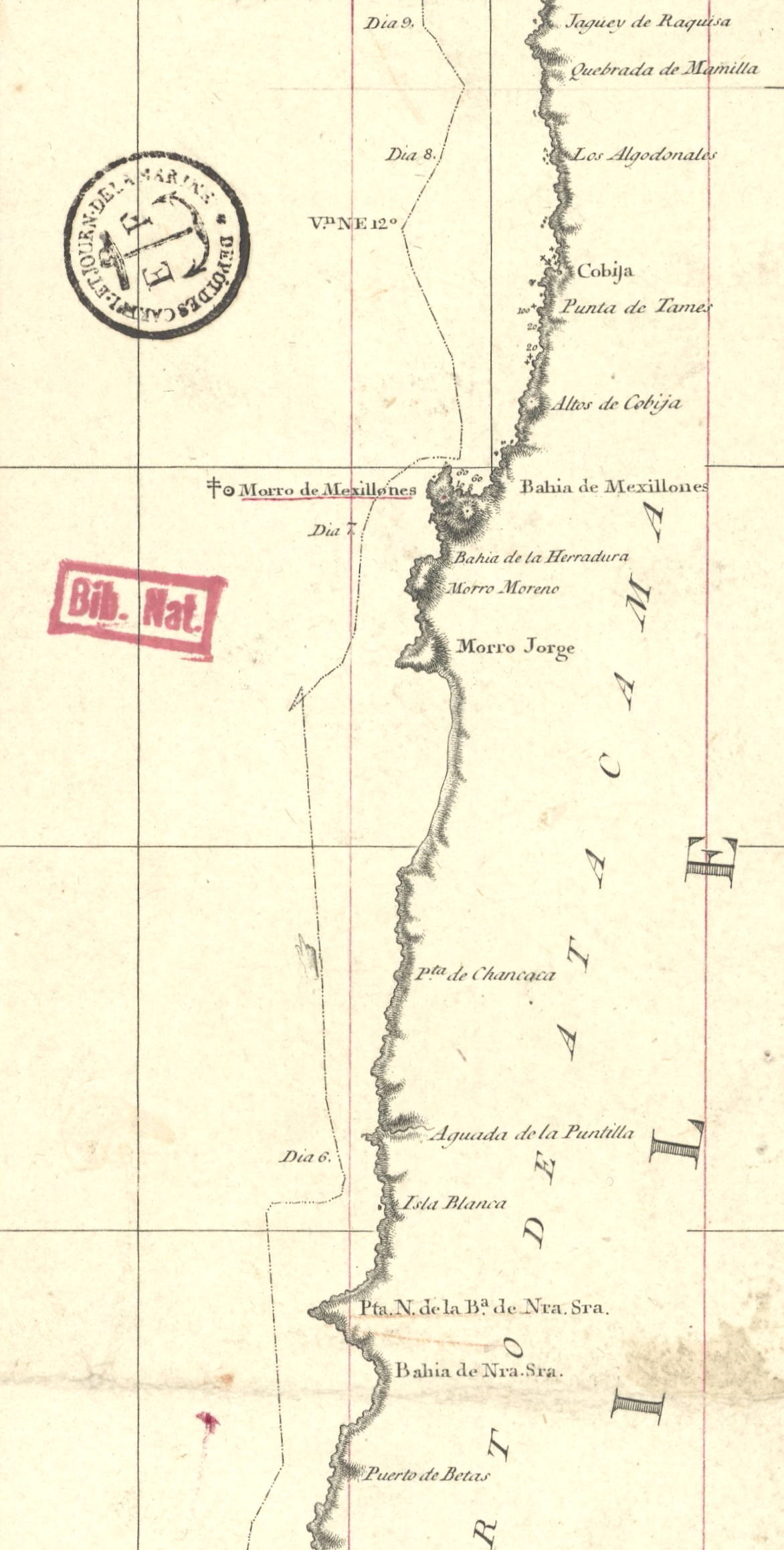
La costa de la actual región de Antofagasta en la Carta esférica de las costas del Reyno de Chile de 1799.

A fines del siglo XVII, el Corregidor de Copiapó (Chile), don Francisco de Cisternas y de la Fuente Villalobos, uno de los más acaudalados terratenientes del norte de la Capitanía General de Chile, obtuvo por merced de tierras del 4 de julio de 1674 la encomienda de Paposo. A partir de entonces, la rada fue conocida como Hacienda de Paposo, debido a que el encomendero, aprovechando los pastos naturales del lugar, la dedicó a la crianza de ganado. El asentamiento comenzó a ser denominado Nuestra Señora del Paposo, al parecer, desde 1679. 
Durante la época del Imperio español, la bahía de Nuestra Señora aparece mencionada como parte del corregimiento de Copiapó de la Capitanía General de Chile.
El 6 de septiembre de 1777 se emite una Real Orden referida al cobro relacionada al almojarifazgo y alcabalas en Chile el cual hace mención del despoblado de Atacama y los pueblos circundantes como parte de la jurisdicción chilena:

Aunque en el corregimiento de Copiapó, cuya cabeza es la villa de San Francisco de la Selva, se contienen los puertos de Cobija y bahía de Mexillones, puerto de Betas, el de Juncal, el de Copiapó o la Caldera, Bahía Salada, puerto del Totoral y el del Huasco, como son tan accidentales las arribadas de navíos con este arreglo, y también a las cortas entradas que puedan ocurrir por la cordillera, camino del Despoblado y de territorio de aquella jurisdicción, el administrador de este destino propondrá el sujeto o sujetos que conceptuare necesarios para la mejor recaudación de dichos ramos y aumento de la Real hacienda
Archivo General de Indias de Sevilla, Audiencia de Chile, legajo 328.

Asimismo en el mapa levantado por la Armada española en 1792 se incluye dentro de Chile desde el paralelo 22° al sur, en otras palabras, desde la zona del río Loa. En el mapa de 1793 elaborado por Andrés Baleato, director de la Escuela Náutica de Lima, por orden del virrey Francisco Gil de Taboada y Lemus, Chile tiene como frontera norte el grado 21° y medio, en específico la desembocadura del río Loa, haciendo mención explícita que la zona estaba despoblada y recién habían poblados desde el paralelo 24°.
Hipólito Unanue publica sobre el Perú en 1793 lo siguiente: 

La ensenada de Túmbez lo separa por el norte del Nuevo Reino de Granada y el río Loa por el sur del desierto de Atacama y reino de Chile
Guía política, eclesiástica y militar del virreinato del Perú de 1793

En la memoria del Francisco Gil de Taboada que le dio a su sucesor Ambrosio O'Higgins en 1795 se describe el límite entre el Perú y Chile el río Loa.
Durante la época del Gobernador, don Ambrosio O'Higgins (1788-1796), milicias de Copiapó, por orden de sus autoridades locales, se apostaron en Paposo a fin de desbaratar eventuales desembarcos de corsarios ingleses que rondaban el litoral del desierto de Atacama.  
La administración civil y judicial de Paposo quedó a cargo de un diputado territorial o teniente de corregidor con asiento en esa localidad y que dependía del Subdelegado de Copiapó, inicialmente este cargo recayó en don José Zuleta, pero tras los abusos a los changos fue reemplazado por don Gregorio Almendáriz a fines de 1789.
Sabido el intento de fundar una villa, se presentó ante el Subdelegado de Copiapó Julián de la Sierra con la finalidad de oponerse a la ocupación de sus tierras. Él junto a su esposa de Felipa Mercado y Cisternas eran herederos de las más de 1.500 cuadras de tierras, distribuidas en varios lotes que incluían los sectores de Guanillos, quebrada Camarones y lomas de Llampi, con límite norte en el paraje de Miguel Díaz, al sur la Quebrada Paposo al poniente el mar y al occidente las sierras altas de la cordillera. Pese a que su queja la elevó al Gobernador, esta fue rechazada porque no podía alegar dominio en las playas y a 100 varas medidas de la alta marea por ser estas tierras realengas y ocupadas por pescadores y changos para la pesca.
El 22 de noviembre de 1793 partió una expedición a cargo del Subdelegado José Joaquín Pinto y Cobos de Copiapó con la finalidad de fundar una villa y seguir las órdenes del Gobernador Don Ambrosio O'Higgins tras su visita realizada en 1788 a Copiapó. La expedición llegó el día 15 de diciembre al sector de Junquillar, aquí se hizo publicar y pregonar el bando, además de realizar un censo que arrojó un total de 23 hombres (padres), 27 mujeres (madres) y 60 hijos y 42 hijas, sumando un total de 142 habitantes entre Pan de Azúcar y el paraje de Agua Salada. Estas diligencias se realizaron el 17 de diciembre de 1793. Posteriormente el Subdelegado de Copiapó ordenó la erección de una villa, una parroquia o viceparroquia y además de una escuela. Sin embargo, este proyecto debió posponerse por falta de recursos.
Según anota Claudio Gay, el 28 de julio de 1797, el gobernador del Reino de Chile, don Gabriel de Avilés y del Fierro, autorizó la suma de quinientos pesos de la época para la construcción de una capilla en Paposo. No contento con eso, autorizó a presbítero santiaguino, Rafael Andreu Guerrero, a trasladarse a la zona como Teniente de Cura, y se colocase a las órdenes del cura propietario de Copiapó, en el corregimiento chileno de Atacama. En 1853, el explorador Rodulfo Phillippi hacía mención de dicha capilla.
De acuerdo con el historiador peruano, Mariano Paz Soldán, el 1 de octubre de 1803, el rey Carlos IV, mediante real orden, ratificada por el mismo monarca en 1805, transfirió el puerto de Paposo a la jurisdicción del Virreinato del Perú, separándolo de la Capitanía General de Chile. No obstante, de acuerdo a la historiografía tradicional chilena, la orden no fue cumplida por el Virrey español, en Lima:

Enterado el Rey del abandono en que se halla el puerto de Nuestra Señora del Paposo y sus inmensas costas en el mar del Sur, así como de las proporciones que ofrece el territorio inmediato y el desierto de Atacama para cría de ganados, (...) Asimismo, ha resuelto S. M. que el expresado puerto, sus costas y territorio se agreguen al virreinato de Lima, así para el gobierno político, como para lo militar, por la mayor facilidad con que lo puede defender, y porque siendo digno de toda atención, es consiguiente que dependa de aquella capital, cuyo apostadero extiende su jurisdicción hacia el Sur á todos los puertos y costas hasta Chiloé; y teniendo S. M. presente que en esta empresa son tan interesadas las provincias del Río de la Plata y del Perú, como ese Reino de Chile, pues concurren las extremidades de los tres gobiernos en el territorio indefenso del Paposo, (...) San Lorenzo, octubre 1.° de 1803.

Por último, en el primer censo de Chile, del año 1813, levantado por Juan Egaña, se contempla el "Distrito del Puerto de Paposo", en la Provincia de Copiapó, con 100 leguas de largo y 20 de ancho, en el cual se contaba con 570 almas.

### Época republicana

Disputa del desierto de Atacama entre Bolivia y Chile.

Al producirse la independencia de Chile, la zona de la rada de Paposo se encontraba próximo al límite septentrional del Reino de Chile, que estaba definido, antes que por el paralelo establecido en la documentación colonial, por la interpretación de las autoridades locales, tanto de Santiago como de Copiapó. Un buen ejemplo de lo anterior, es la Memoria que el virrey del Perú, don José Fernando de Abascal, entregó a su sucesor, don Joaquín de la Pezuela, en 1816, donde dice textualmente:

El Virreynato del Perú después de las últimas desmembraciones y nuevas agregaciones que se le han hecho, tiene por límites al norte la provincia de Guayaquil; el desierto de Atacama al sur, comprendiendo en todo su territorio desde los 32 minutos al norte de la equinoccial hasta los 25° 10’ de latitud meridional.

Este documento ha sido utilizado como respaldo por la historiografía peruana y boliviana, para afirmar que la real orden de 1803 sí fue ejecutada y que el límite norte de Chile fue entregado al Virreinato del Perú luego de declarar su independencia de este, según el principio del uti possidetis iure de 1810, estaba constituido por el desierto de Atacama sin incluirlo como parte integrante de su territorio. De ser así, si Simón Bolívar y Antonio José de Sucre lo anexionaron en 1825 a la naciente República de Bolivia lo hicieron desmembrándolo del Perú y no de Chile. Hasta 1840 la soberanía ejercida por el gobierno de Bolivia sobre la región no fue cuestionada efectivamente, pero el 31 de octubre de 1843 Chile creó la Provincia de Atacama incluyendo a Paposo.

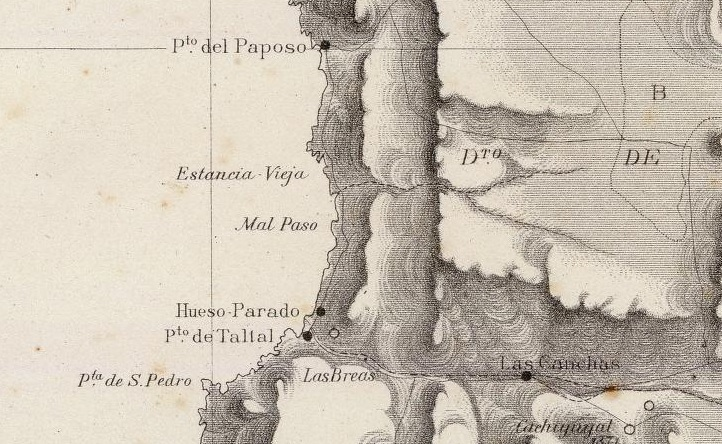
Mapa físico del explorador, geógrafo y geólogo francés, Pedro A. Pissis. Detalle de su mapa muestra Paposo y Taltal, publicado en 1884

En este periodo, exploradores e industriales -chilenos y extranjeros- recorrieron la zona, descubriendo yacimientos minerales e instalando explotaciones a lo largo de la costa.
Hacia 1850, la Hacienda de Paposo pertenecía a la familia chilena Gallo Goyenechea, oriunda de Copiapó, quienes trabajaban el mineral de cobre que existía en sus cercanías. También se explotaba el guano.

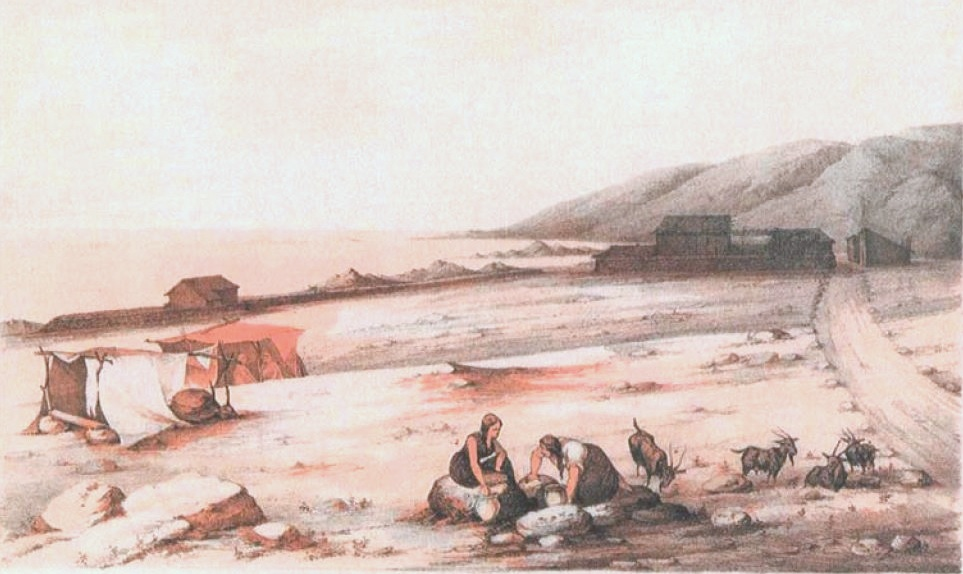
Paposo durante la visita de Rodolfo Amando Philippi en 1853

En 1853 desembarcaron en Paposo Rodulfo A. Philippi y Diego de Almeyda, quienes encontraron a miembros de la etnia  atacameña, intercambiando productos con los changos del lugar. Desde aquí, ambos exploradores prosiguieron camino hasta San Pedro de Atacama, entonces un pueblo boliviano.

Entre los años 1848 y 1868 el geólogo francés Pedro José Amado Pissis visita el Desierto de Atacama y realiza varios estudios. Sus mapas fueron publicados en Santiago en 1884 bajo el nombre "Mapa de la República de Chile desde el Río Loa hasta el Cabo de Hornos".
Según indica el explorador francés antes mencionado, el 10 de septiembre de 1857, mediante Decreto del Intendente de la Provincia chilena de Atacama, se creó una nueva Subdelegación, de carácter litoral, dentro del Departamento chileno de Caldera, que incluía la Hacienda de Paposo.
A mediados de siglo XIX, el empresario minero chileno, José Antonio Moreno Palazuelos -quien descubriera y explotara un sinnúmero de yacimientos por la costa de Antofagasta y respaldara ante las autoridades chilenas la autorización para la apertura al tráfico marítimo el puerto de Taltal el 12 de julio de 1858- habría adquirido el sector a la familia Gallo, antes mencionada. Habiendo hecho esto, hacia 1858 el manco Moreno, como así se le conocía, construyó en Paposo su residencia, una formidable casona forrada en tejuela y que actualmente se encuentra en deplorables condiciones, sin ningún proyecto de restauración. Posteriormente, su hija, Julia María Moreno Zuleta (casada con el Contralmirante Juan José Latorre Benavente hacia 1882), heredó las instalaciones y sus vastas propiedades. Cabe señalar que la sucesión Latorre Moreno/López Latorre/Santa Cruz López cobró una millonaria indemnización por la construcción, en terrenos de su propiedad, del Observatorio astronómico Cerro Paranal, que se ubica a unos 60 km al noreste del caserío. Actualmente, la Junta de Vecinos de Paposo lleva el nombre de Moreno.
Las posteriores reclamaciones territoriales del gobierno boliviano, que se prolongarían hasta el tratado de 1866, serían parte del origen del conflicto limítrofe que finalmente desencadenaría la Guerra del Pacífico y la confirmación definitiva de la soberanía chilena sobre la región litoral ubicada entre Antofagasta y Taltal.
Con posterioridad a la Guerra del Pacífico, Paposo continuó siendo una caleta desabrigada para el atraque de barcos, pero conocida por ser un puerto menor con agua potable -en una costa pobre en ese elemento- y abundante pesca local. Debido a que nunca gozó de vías férreas que la conectaran con el interior salitrero (Cantón Taltal), sumado a su proximidad con Puerto Oliva (por donde se embarcaba y exportaba el nitrato del Cantón salitrero de Taltal, su desarrollo económico y urbanístico fue muy escaso. Con todo, hacia el 1900 por su muelle se exportaban minerales de cobre, y en menor medida, salitre; al mismo tiempo que los pescadores vendían su pesca en los barcos o en las minas vecinas.
Tras la creación de la Provincia de Antofagasta y el Departamento de Taltal, el 12 de julio de 1888, la zona de Paposo, dejó de pertenecer a la Provincia de Atacama. El referido año se transformó en la 5.ª Subdelegación rural de la Comuna de Taltal.
Como mucha localidades de su época, pobre en servicios sanitarios y agua potable limitada, Paposo fue frecuentemente afectada por epidemias de cólera.
Hacia 1896, según señala Espinoza, antes mencionado, Paposo pertenecía a Delfina Zuleta de Barazarte, quien era viuda -en primeras nupcias- del empresario minero, José Antonio Moreno Palazuelos. El texto de Espinoza menciona que los "establecimientos de Paposo", de su propiedad, estaban avaluados dicho año, en la suma de 231.000 pesos de la época. La viuda de Barazarte también era propietaria de "establecimientos" en el puerto de Taltal.

### Historia contemporánea
Durante el siglo XX, la existencia de Paposo languideció, toda vez que el empresario salitrero chileno, Daniel Oliva, siempre utilizó el muelle de Puerto Oliva, localizado a unos pocos docenas de kilómetros al sur de la localidad, como punto de embarque del nitrato producido en las salitreras de su propiedad, en el Cantón Taltal.
Hasta la completación de la vía férrea Longitudinal Norte, en 1913, el único camino que unía las entonces Provincias de Atacama y Antofagasta pasaba por la Rada de Paposo.
Actualmente, la caleta de pescadores de Paposo se encuentra sobre la Ruta N.º 1, construida por los integrantes del Cuerpo Militar del Trabajo (CMT), que une Iquique (Región de Tarapacá) con Taltal (Región de Antofagasta). Ésta le ha permitido acrecentar su vinculación vial con las cabeceras regional y comunal, y asimismo ver aumentado el número de turistas, atraídos por sus pescados y mariscos. Entretanto, otros pocos se detienen para conocer aquellas plantas que crecen en la niebla, al interior de la Reserva Natural de Paposo. Con todo, carece de servicios básicos, como telefonía y agua potable residencial. Esta última es transportada diariamente desde el puerto de Taltal.
En el plano educacional, existe la Escuela rural G-107 "Paranal", que es administrada por la Municipalidad de Taltal. En el aspecto vecinal, los residentes se organizan a través de la Junta Vecinal N.º 4 "Juan José Latorre". Un yacimiento cuprífero próximo, también lleva el nombre del referido empresario.

## Geografía
Paposo se encuentra ubicada sobre una planicie o plataforma litoral en la Rada de Paposo, sobre el Océano Pacífico, en la costa del desierto de Atacama, al norte de Taltal -la cabecera comunal- y, aproximadamente, a 200 km al sur de la ciudad de Antofagasta, la capital regional.

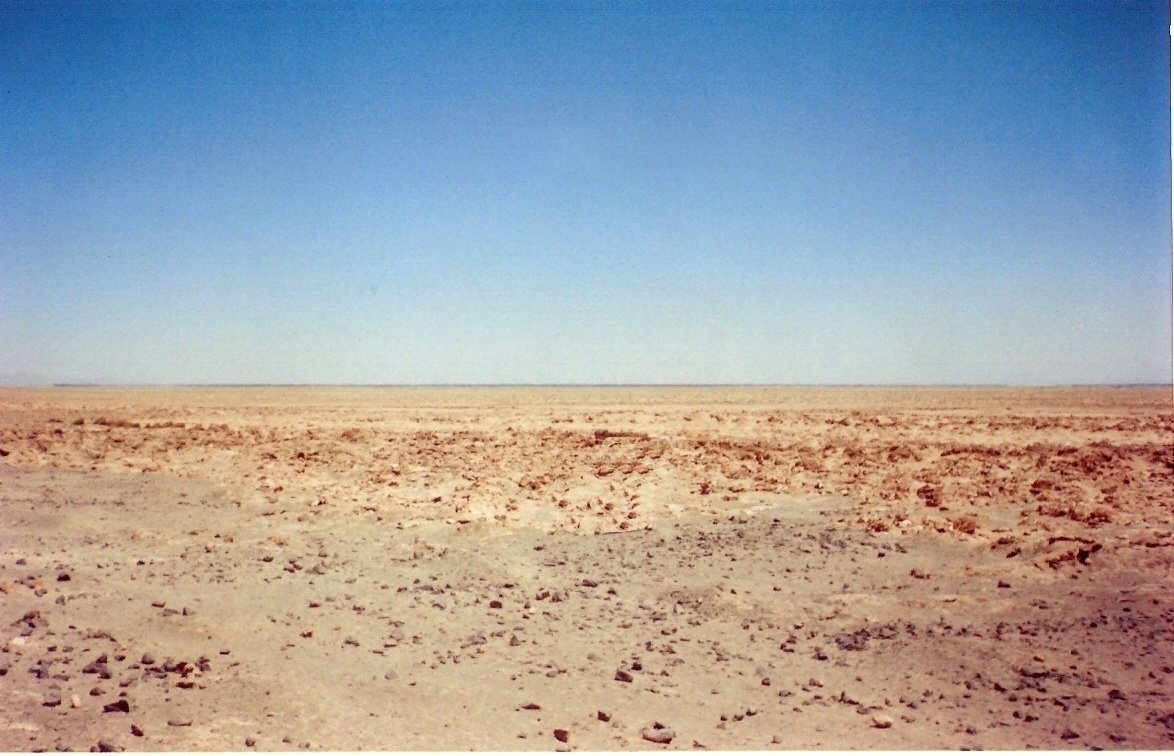
Flora del desierto de Atacama.

Inmediatamente al este del actual caserío, el farellón costero constituye la antesala de la Cordillera de la Costa -denominada Sierra Vicuña Mackenna- que en este sector presenta elevadas cimas, con alturas superiores a los 2200 m., que dificultan las comunicaciones con el desierto de Atacama, por donde corre la Ruta 5, como lo demuestra la presencia de la Cuesta Paposo.
Este macizo montañoso realiza la función de biombo climático, al impedir la llegada de la humedad costera al interior de la Provincia de Antofagasta, dando lugar a los sectores más secos del desierto antedicho. 
Lo anterior provoca que Paposo presente abundante nubosidad diaria y anual, debido a la condensación de las masas de aire del anticiclón del Pacífico. Tales nubes se transforman en niebla costera, denominada camanchaca. Este fenómeno es el que permite la presencia de agua abundante en la zona, coadyuvando a una vegetación endémica.

## Hidrografía
La localidad está ubicada unos kilómetros al norte de la desembocadura de la quebrada Paposo o Guanillos. La zona de Paposo pertenece al ítem cuencas costeras entre quebrada La Negra y quebrada Pan de Azúcar del inventario de cuencas de Chile (BNA).
No obstante la escasa presencia de cursos de agua permanentes, destacan en el sector de Paposo, múltiples aguadas (como Agua Buena y Peralito), y quebradas, que facilitaron el asentamiento humano en la zona, como asimismo la existencia de una rica fauna xerófila, adaptada a las características desérticas del terreno y a la presencia de densas neblinas costeras. 

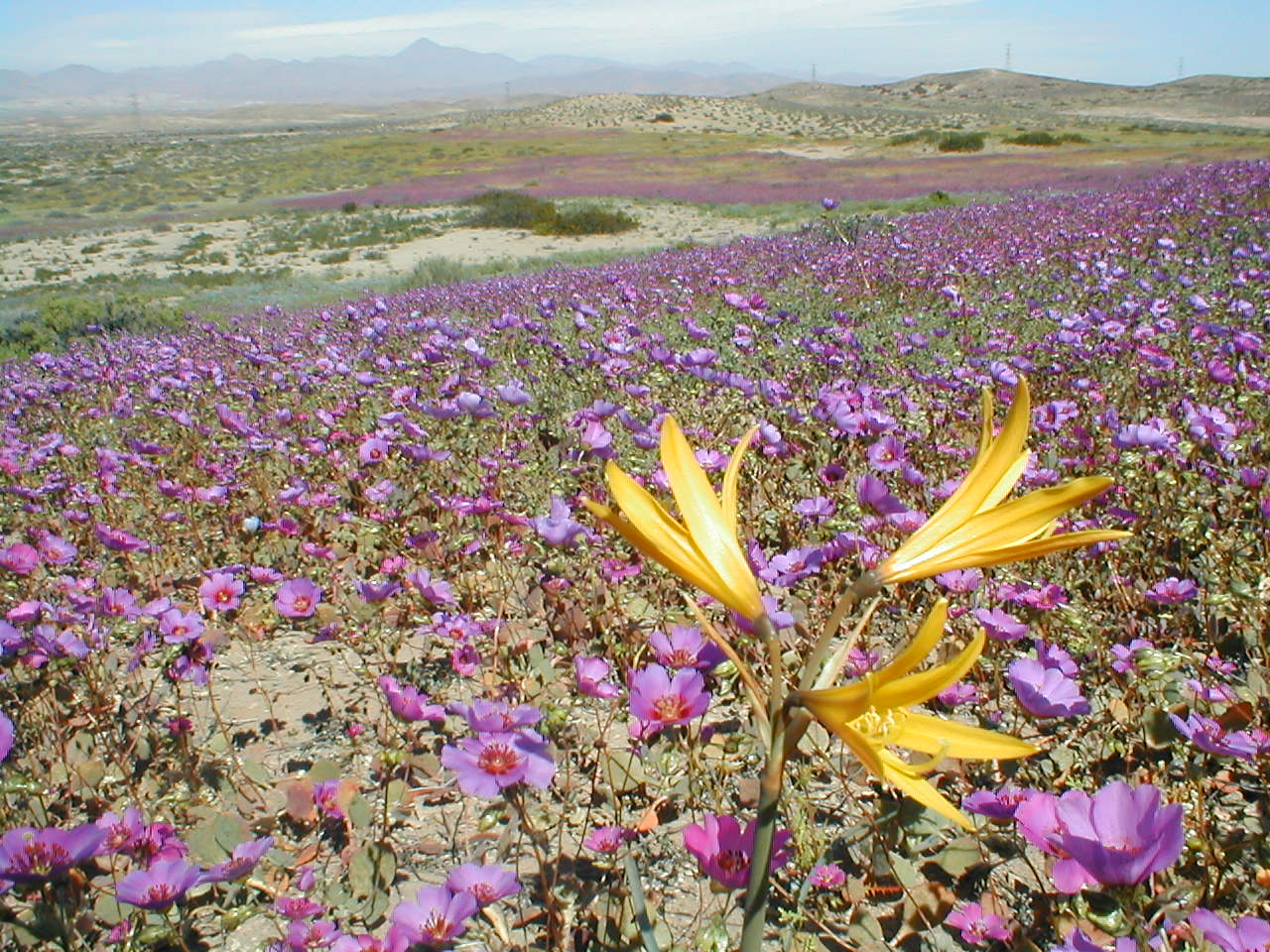
Vista del desierto florido.

De entre las quebradas, la más extensas y ricas en vegetación actualmente son: la Quebrada de Despoblado, cuyas nacientes se localizan en la Sierra del Muerto, en el Cerro Cometa, de 2.374 m. Afluente de ésta es la Quebrada Yumbes, que nace al pie del Cerro del mismo nombre, de 2.392 m., la cual irriga la zona meridional de la Pampas Yumbes. Otra quebrada relevante es la que le da el nombre a la rada, que durante el siglo llegó a ser conocida como Río Paposo (como así es denominado en algunos textos históricos bolivianos y peruanos), hecho que fue desmentido en las exploraciones de Rudolf Amandus Philippi, en la década de 1850. Con todo, ocasionalmente esta quebrada ha provocado aluviones, que han interrumpido las comunicaciones camineras y alterado las explotaciones mineras en el sector.
La sumatoria de estas características geográficas hacen que la parte alta de Paposo constituya una de las más ricas zonas faunísticas de la Región de Antofagasta.

### Vegetación
En términos generales, la rada de Paposo posee matorral subdesértico costero, así como del claro desértico, dominado por formaciones preandinas de cactáceas columnares, suculentas y otros ejemplares de flora xerofítica, comunes a toda la Región de Antofagasta. Estas formaciones son especialmente visibles en las Quebradas del Despoblado y de los Yales, que comparten el terreno con numerosas especias faunísticas. En septiembre sorprende el desierto florido, con hermosos ejemplares, como alstroemerias de color violeta, cuya fotografía puede verse en este artículo.

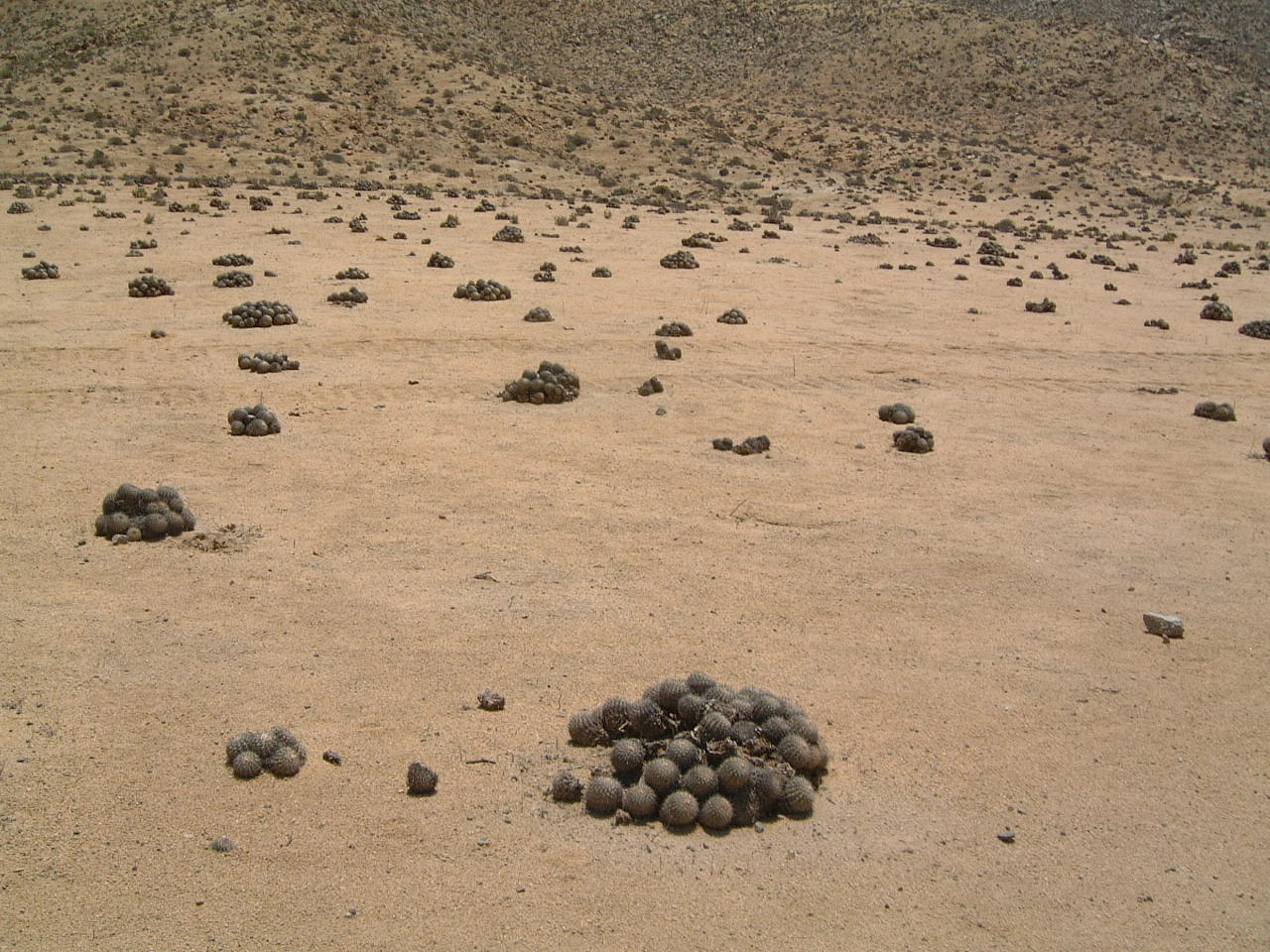
Cáctuses endémicos del litoral costero desértico del norte chileno.

La flora xerófita endémica de Paposo, alimentada por la camanchaca y los cursos de agua intermitentes, es similar a la del parque nacional Pan de Azúcar, ubicado más al sur, en la Región de Atacama. 
Los distintos estudios desarrollados en el área han determinado que el 58%, de las más de 539 especies posibles de encontrar en los alrededores de Paposo, son endémicas de Chile. De éstas, 16 se desarrollan exclusivamente en este lugar del planeta. Por otra parte, constituye uno de los más preciados componentes del patrimonio natural de la comuna de Taltal.

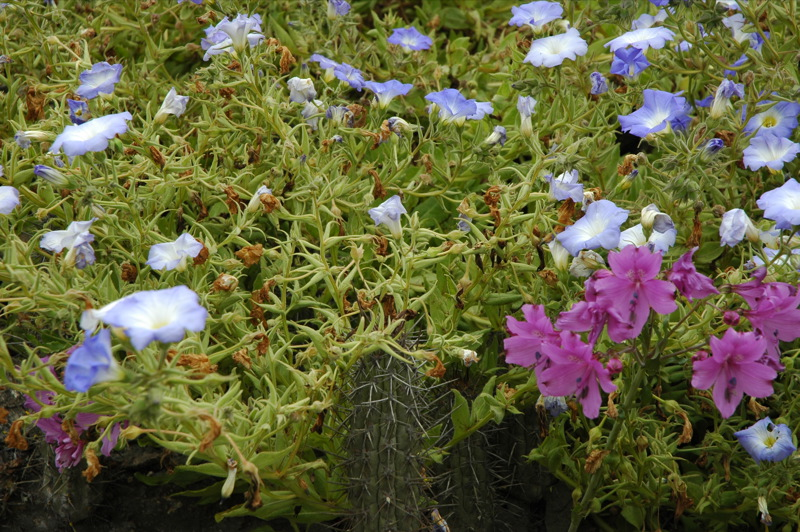
Alstromeria Paupercula, presente en la reserva nacional Paposo.

Aproximadamente a una elevación de 400 - 700 m. se produce el centro de la diversidad de especies en el área. La especie dominante es Euphorbia lactiflua que se presenta frecuentemente con Lycopersicon chilense. En la parte superior de esta zona se encuentran en abundancia Schizanthus laetus y Alstroemeria violacea, Chaetanthera glabrata, Ephedra, Proustia. Arriba de los 700 m. y coincidiendo con el límite superior de la neblina, se presentan los cactus Copiapoa y una de las especies más ryesistentes a la sequía: Loasa fruticosa. Junto con Chuquiraga ulicina forma el límite superior de la vegetación. También se puede encontrar diferentes especies, como Dinemagonum gayanum, Cruckshanksia pumila, Oxalis y michay de Paposo (Berberis litoralis). 
Los cursos de agua locales, o aguadas, tienen una gran variedad de plantas como Juncus, Cyperus, Cotula coronopifolia (introducida), Frankenia, Palaua concinna y Cristaria.
Gracias a la diversidad de la flora y la presencia de agua, pueden sobrevivir pequeños ecosistemas dominados por la fauna del lugar, destacando aguiluchos, sapo atacameño, guanacos, zorros chilla y culpeo, ratón orejudo y, el marsupial yaca.

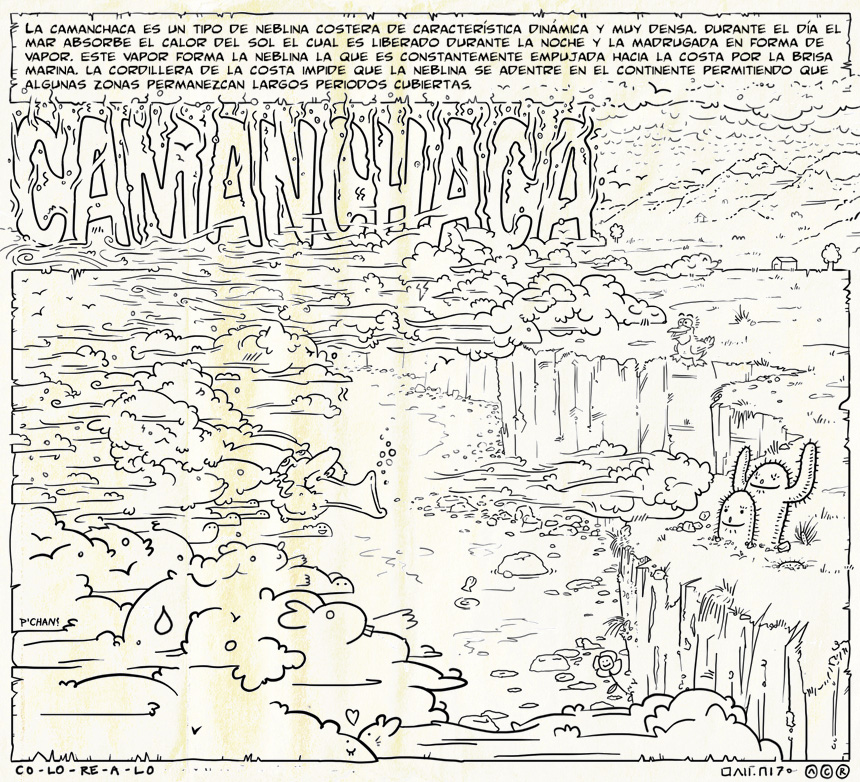
Ilustración que explica el origen y la importancia geográfica de la camanchaca

El endemismo y la diversidad biológica del sector ha llevado a que CONAMA, desarrolle en el caserío de Paposo y también la comuna de Taltal, diversas actividades conducentes a proteger y conservar el conocimiento de la flora y el suelo de esta área. A modo de ejemplo, el año 2011 dicha Comisión hizo entrega de reconocimientos a personas y entidades que aportaron a la protección y conservación de la diversidad biológica de la Región de Antofagasta. Entre ellos, en la categoría "Persona Natural" (enlace roto disponible en Internet Archive; véase el historial, la primera versión y la última)., recibió el estímulo el paposino Guido Gutiérrez, por su aporte en la conservación de la flora del sector.
El área referida es una Zona de Protección Ecológica, de acuerdo con el Plan Regulador Intercomunal Costero de la Región de Antofagasta (PRIBCA). Cabe señalar que, de acuerdo a lo informado por el Ministerio de Agricultura (Oficina Regional Antofagasta), y al contrario de lo que señalan múltiples publicaciones, este sector no constituye una Reserva Natural.[cita requerida]
Para mayor información, se sugiere visitar el portal Chileflora.

## Demografía
Históricamente, la población del caserío de Paposo ha sido siempre mínima sino reducida, sin alcanzar el rango de aldea.
En diciembre del año 1793, tras un censo ordenado por el Subdelegado de Copiapó se estableció una población de 152 habitantes entre Pan de Azúcar y el paraje de Río Salado.
Rodulfo Philippi quién visitara la localidad en 1853, en su extenso recorrido por el desierto de Atacama y la cordillera andina, nos ofrece la siguiente descripción: 

Paposo es un cortijo aislado distante unas cinco leguas de Estancia vieja y como cinco minutos de la playa. Una pirca cuadrada encierra los edificios, i tiene dos aberturas, una en el norte, otra en el sur. El lado sur tiene dos aposentos hechos de tablas; en el uno vivían los mayordomos, D. José María y D. Mariano Zuleta, otro fue desocupado para que yo habitase en él. En seguida venía otro espacio techado, donde colocamos nuestro equipaje, sillas, & y un cuarto construido en piedra, donde vivían unas mujeres. En el lado de oriente había dos cuartos hechos de pircas que servían de almacén y un corral. En el lado del norte había una ramada que servia de cocina. El lado del poniente no tenía aposentos, pero había allí una mandíbula de Ballena fijada en el suelo para amarrar en ella bueyes, mulas, & - Los techos eran hechos de la paja de la mostaza negra (Sinapis Nigra, L.), que abunda en los cerros, cubierta de barro. A pocos pasos de estas habitaciones había una pequeña capilla y un cuarto para habitación del sacerdote, ambos hechos de tablas, pero desocupados desde muchos años, con su campana.- El próximo rancho de chango se halla a distancia de medio cuarto de legua (...). He descrito este cortijo con tanta prolijidad, porque se cree jeneralmente que el Paposo es un pueblecito.

Por otra parte, en 1897, Enrique Espinoza reportaba sólo 271 habitantes e indicaba que es una desabrigada caleta.
Información precensal del año 2001, señala que el Distrito Censal N.º 4, de la Comuna de Taltal, correspondiente a Paposo, tenía una población de 525 habitantes, que vivían en un área de 962,5 km². Mientras el 100 % de la población era calificada como rural, la densidad de población alcanzaba a los 0,54 hab/km².
El censo chileno de 2002 determinó 259 residentes en el caserío, de los cuales el 57% eran hombres. El mismo señaló que el número de viviendas era 110, cifra que permitiría establecer que el caserío tuvo más pobladores en el pasado.

## Agua potable
En el poblado existe una planta desaladora, según el catastro de APR (Agua Potable Rural) de la DOH (Dirección de Obras Hidráulicas del MOP).: 129  No hay planta de tratamiento de aguas servidas ni alcantarillado.

## Comunicaciones
Actualmente, Paposo tiene dos accesos viales principales, todos asfaltados: desde al noreste, por la nueva Ruta B-710 (denominada "semi-costera" al momento de ser inaugurada el 10 de marzo de 2010), que une la localidad con el Observatorio Astronómico Cerro Paranal (ubicado a 63 km al noreste de Paposo) y a la Ruta 5; y, desde el sur, por la Ruta 1, que la conecta con Taltal (56 km al sur Paposo) y la Ruta N.º 5 (63 km al sureste de la localidad).